# Trichonta valida
Trichonta valida är en tvåvingeart som beskrevs av Gagne 1981. Trichonta valida ingår i släktet Trichonta och familjen svampmyggor. Inga underarter finns listade i Catalogue of Life.